# リリー・レーマン
リリー・レーマン (Lilli Lehmann, Elisabeth Maria Lehmann 1848年11月24日-1929年5月17日) はドイツのオペラ歌手（ソプラノ）で声楽教師。
ヴュルツブルク出身。
1870年にベルリンで公演されたジャコモ・マイアベーアの『シュレジアでの野営』でデビューし成功を収めた。

## 人物
- 自ら実践してきた練習方法を、『私の歌唱法』という方法論にまとめて記しており、日本語版も存在する。
- また、日本のオペラ歌手三浦環も一度弟子入りを計画したことがある[1]。
- リリー・レーマンは、63歳の時にODEON RECORDに多数の優れた歌唱を録音している｡ まだ旧式の機械式録音の時に行ったのであるが、その歌声は非常に張りがあり、綺麗な美声であった。若い歌手と同様な高音部も難無く熟しており､他の優れた著名な歌手が衰えて、高音部の歌唱の時に苦労しているのが見られたり、音程を下げての歌唱に代えたりしているが、リリー・レーマンにはそのようなことことは無縁であった｡
- リリー・レーマンのレコードは、一旦廃盤になった後にも注文の問い合わせが多かったので、ODEONの赤レーベルで再発売された。最初は注文限定のセット販売であったが、すぐに売り切れたので、追加発売も行われた｡また、PARLOPHONEからと、国際レコード収集家協会(IRCC)から復刻された盤もあった。

## 著書
- リリー・レーマン 『Meine Gesangskunst』, 1902年

（邦訳『私の歌唱法—テクニックの秘密—』川口豊訳　2010年　シンフォニア）